# パリ＝オルリー空港
パリ＝オルリー空港（パリ＝オルリーくうこう、仏: Aéroport de Paris-Orly）は、フランス・パリの国際空港。

## 概要
パリ＝シャルル・ド・ゴール空港と並ぶパリの玄関口のひとつ。空港敷地は、オルリーを含むパリ南の郊外コミューン7つにまたがっている。主にヨーロッパ域内、中近東、アフリカ、カリブ海方面へのフライトが就航している。
エールフランス、イベリア航空、エア・ノストラム、ブリットエア、CCM航空、シティジェット、TAP ポルトガル航空が利用する西ターミナル「Orly Ouest」と、それ以外の航空会社が利用する南ターミナル「Orly Sud」の二つのターミナルビルがあったが、2019年3月より西ターミナルはオルリー1（Orly 1）、オルリー2（Orly 2）、新築された西と南を結ぶターミナルビルはオルリー3（Orly 3）、南ターミナルはオルリー4（Orly 4）となった。

## 歴史

### 開設
1932年に、ヴィルヌーヴ＝オルリー空港（仏: Villeneuve-Orly Airport）として開港した。当時はル・ブルジェ空港の補助空港の位置付けだった。

### 第二次世界大戦
1940年、ナチス・ドイツのフランス侵攻によりフランスはドイツに占領された。オルリー空港はドイツ空軍に接収され、戦闘機や爆撃機の部隊が空港に駐留した。その結果、オルリー空港は連合軍の攻撃対象となり、イギリス空軍やアメリカ陸軍航空隊が繰り返し攻撃を行った。空港施設の多くが破壊され、滑走路には多数の爆弾痕が残った。
オーヴァーロード作戦により1944年8月にパリ周辺からドイツ軍が撤退した後、オルリー空港はアメリカ軍によって部分的に修復され、第9空軍が戦術用飛行場A-47として使用した。第50戦闘群が同年9月までこの空港から戦闘爆撃機P-47サンダーボルトを飛ばし、その後1945年10月まで連絡飛行隊がこの飛行場を使用した。

### 戦後
戦後も、アメリカ陸軍航空隊第1408部隊がオルリー空港を運営していた。陸軍航空隊は、ロカンクールにある欧州連合軍最高司令部(SHAPE)を支援するために、空港の一部を使用していた。1947年3月、フランス政府に管理権が返還された。1967年、フランスがNATOの統合軍事司令部から離脱したことから、フランス以外のNATO軍はフランスの退去を求められた。
ル・ブルジェ空港の容量制限のため、エールフランスは1952年に全ての運航をオルリー空港に移した。
1970年9月27日、手荷物ロッカー室で爆発が発生、空港従業員1人が負傷。ル・ブルジェ空港でも航空機に積み込まれる予定であった荷物が爆発する事件があった。
1974年にシャルル・ド・ゴール空港(CDG)が開港して、ほとんどの国際線が移管され、以降はフランス・ヨーロッパ域内および旧フランス領土への旅客・貨物路線の発着が主となっている。
新型コロナウイルス感染症の世界的流行の影響により、2020年4月1日から同年6月25日までの間、オルリー空港からの全ての商業運航が停止され、シャルル・ド・ゴール空港に移された。その間、オルリー空港は政府の航空機や、緊急時の迂回、医療避難のために使用された。

## 就航会社と就航地
| 航空会社                                              | 就航地 |
| ----------------------------------------------------- | --- |
| エールフランス                                        | ヨーロッパ: ニース、トゥールーズ、マルセイユ、アジャクシオ、バスティア、ビアリッツ、ブレスト、ボルドー、カルヴィ、クレルモン＝フェラン、フィガリ、モンペリエ、ペルピニャン、ポー、トゥーロン アフリカ: サン=ドニ |
| エールフランス 運航は オップ!                         | ビアリッツ、ブレスト、クレルモン＝フェラン、ルルド、リヨン、ロリアン、モンペリエ、ナント、ペルピニャン、ポー、トゥーロン、カンペール、アジャン、ブリーブ・ラ・ガイヤルド、ミュールーズ(ユーロエアポート)、オーリヤック、カストル |
| エール・コルシカ                                      | アジャクシオ、バスティア、カルヴィ、フィガリ |
| コルセール・インターナショナル                        | ポートルイス、ダカール、アビジャン、ザウジ、サン=ドニ、アンタナナリボ |
| トランサヴィア・フランス                              | ヨーロッパ: エディンバラ、ナポリ、ヴェネツィア、カターニア、ヴェローナ、アムステルダム、ウィーン、プラハ、ダブリン、ブダペスト、ドゥブロヴニク、スプリト、バレッタ、リスボン、ファロ、ポルト、フンシャル、アテネ、イラクリオン、サントリーニ、テッサロニキ、ティラナ、マドリード、バルセロナ、パルマ・デ・マヨルカ、マラガ、イビサ、セビリア、バレンシア 中東: テルアビブ/ベン・グリオン、ベイルート アフリカ: カサブランカ、アガディール、フェズ、ウジダ、マラケシュ、タンジェ、エッサウィラ、チュニス、ジェルバ、モナスティル、ダフラ 季節運航: ティヴァト、ミコノス島、ハニア、ケルキラ島 |
| フレンチ・ビー                                        | サン=ドニ |
| ツインジェット                                        | リモージュ、ペリグー、ルピュイ |
| シャレール航空                                        | ランニオン |
| ブリティッシュ・エアウェイズ 運航はBAシティフライヤー | ロンドン/シティ |
| イージージェット                                      | ニース、トゥールーズ、ベルリン/シェーネフェルト、ミラノ/リナーテ、ローマ/フィウミチーノ、ナポリ、ピサ、ヴェネツィア、ジュネーヴ、ファロ 季節運航: オルビア、ブリンディジ、カリャリ、ロードス島 |
| ブエリング航空                                        | ミラノ/マルペンサ、ローマ/フィウミチーノ、フィレンツェ、コペンハーゲン、リスボン、ポルト、バルセロナ、アリカンテ、パルマ・デ・マヨルカ、テネリフェ/スール、マラガ、ビルバオ、イビサ、バレンシア、グラン・カナリア、ランサローテ、メノルカ |
| イベリア航空                                          | マドリード |
| エア・ヨーロッパ                                      | マドリード、パルマ・デ・マヨルカ |
| ITAエアウェイズ                                       | ミラノ/リナーテ |
| トランサヴィア                                        | アムステルダム |
| TUIフライ・ベルギー                                   | カサブランカ、アガディール、ウジダ、マラケシュ、ラバト、タンジェ |
| イージージェット・スイス                              | ジュネーヴ |
| ノルウェー・エアシャトル                              | ストックホルム、オスロ 季節運航: ベルゲン |
| ノルウェー・エア・インターナショナル                  | ヘルシンキ、コペンハーゲン |
| アイスランド航空                                      | レイキャヴィーク |
| マルタ航空                                            | バレッタ |
| TAPポルトガル航空                                     | リスボン、ポルト |
| ペガサス航空                                          | イスタンブール/サビハ |
| イラン航空                                            | テヘラン/エマーム・ホメイニー |
| ロイヤル・エア・モロッコ                              | カサブランカ、アガディール、フェズ、マラケシュ、タンジェ、ワルザザート |
| ロイヤル・エア・モロッコ 運航は ノーベルエア          | アガディール、フェズ、ウジダ、マラケシュ、ラバト |
| チュニスエア                                          | チュニス、ジェルバ |
| アルジェリア航空                                      | アルジェ、アンナバ、オラン、ベジャイア、バトナ、ビスクラ、コンスタンティーヌ、セティフ、トレムセン |

### 過去の就航会社と就航地
| 航空会社        | 就航地                     |
| --------------- | -------------------------- |
| AOMフランス航空 | 東京、ニース、トゥールーズ |

## アクセス
（主なもののみ掲載）
- メトロ7号線 ヴィルジュイフ＝ルイ・アラゴン駅（フランス語版）（Villejuif - Louis Aragon）からパリトラム7号線（フランス語版）を利用 : パリ中心部までの所要時間はメトロが20分、トラムが30分。参考運賃計1.90ユーロ（2016年現在）[11]
- RER B線,メトロ4号線,6号線 ダンフェール＝ロシュロー駅（Denfert Rochereau）からオルリーバス（Orlybus）を利用
- RER B線 アントニー駅（フランス語版）（Antony）からオルリーヴァル (Orlyval) を利用 : パリ中心部までの所要時間はRERが25〜35分、オルリーヴァルが8分。参考運賃計12.05ユーロ(2016年現在)[11]
- RER C線ポン・ド・ランジス （フランス語版）（Pont de Rungis）駅から無料シャトルバスを利用 : パリ中心部までの所要時間はRERが25分、バスが10分。参考運賃計6.25ユーロ(2016年現在)[11]
- シャルル・ド・ゴール国際空港へは直通バス（Bus Direct Ligne 3）を利用 : 所要時間は70分〜80分。参考運賃21ユーロ(2016年現在)[11]